# تخريم كهربائي لا عكسي
يعد التثقيب الكهربائي غير العكوس تقنية من أجل استئصال الأنسجة الرخوة باستخدام مجالات كهربائية قصيرة ولكنها قوية كفاية لإنشاء ثقوب نانوية دائمة والتي تسبب تموتًا في غشاء الخلية لتعطيل التوازن الخلوي. ينتج موت الخلية الناتج عن الموت الخلوي المبرمج أو التنخر الناجم عن تمزق الغشاء أو الانهيار الثانوي له بسبب النقل عبر الغشاء للكهارل والأدينوزين ثلاثي الفوسفات. يكمن الاستخدام الرئيسي للتثقيب الكهربائي غير العكوس (غير الردود) في استئصال الأورام الموجودة في المناطق التي تكون فيها الدقة والحفاظ على المصفوفة خارج الخلوية وتدفق الدم والأعصاب ذو أهمية. أصبح الجيل الأول من التثقيب الكهربائي غير العكوس -بشكل نظام المشرط النانوي- متاحًا تجاريًا لأغراض البحث في عام 2009، واستخدم فقط للاستئصال الجراحي لأورام الأنسجة الرخوة. يبدو أن استئصال الأنسجة السرطانية بتقنية التثقيب الكهربائي غير العكوس يظهر استجابات مناعية محددة للسرطان والتي يجري تقييمها حاليًا بمفردها وبالاقتران مع العلاج المناعي للسرطان.

## تاريخيًا
تعود الملاحظات الأولى لتأثيرات التثقيب الكهربائي غير العكوس إلى عام 1898. أفاد نوليت عن أول ملاحظات منهجية لظهور بقع حمراء على جلد الحيوان والبشر التي تعرضت للشرر الكهربائي. ومع ذلك، بدأ استخدامه في الطب الحديث في عام 1982 مع العمل الأساسي لنيومان وزملائه. استخدمت الحقول الكهربائية النبضية لتثقيب أغشية الخلايا مؤقتًا من أجل توصيل الحمض النووي الغريب إلى الخلايا. أسفر الجمع بين المجالات الكهربائية النبضية ذات الجهد العالي مع عقار العلاج الكيميائي بليوميسين ومع الحمض النووي في العقد التالي عن تطبيقات إكلينيكية جديدة: العلاج الكهربائي والجين الكهربائي على التوالي. اقترح دافالوس ومير وروبنسكي استخدام التثقيب الكهربائي غير العكوس للتطبيقات العلاجية.

## الآلية
باستخدام المجالات الكهربائية النبضية شديدة القصر والقوية جدًا، تحدث مسامات دقيقة ومسام نانوية في طبقات الفسفوليبيد الثنائية التي تشكل أغشية الخلايا الخارجية. يمكن حدوث نوعان من الضرر:
1.     التثقيب الكهربائي العكوس (RE): تشكل مسارات مؤقتة ومحدودة للنقل الجزيئي عبر المسام النانوية، ولكن بعد نهاية النبض الكهربائي، يتوقف النقل وتبقى الخلايا قابلة للحياة. التطبيقات الطبية.على سبيل المثال، الإدخال الموضعي للمستحضرات الصيدلانية القائمة على تعريض الخلايا للسم داخلها مثل البليوميسين (التثقيب الكهربائي والعلاج الكهربائي الكيميائي).
2.     التثقيب الكهربائي غير الردود (الذي لا رجعة فيه) (IRE): بعد درجة معينة من الضرر الذي لحق بأغشية الخلايا عن طريق التثقيب الكهربائي، يكون تسرب المحتويات داخل الخلايا شديدًا جدًا أو يكون إعادة إحكام الغشاء الخلوي بطيئًا للغاية، ما يؤدي إلى تلف الخلايا السليمة و/أو السرطانية بشكل لا رجعة فيه. يموتون إما عن طريق الموت الخلوي المبرمج أو عن طريق مسارات نخرية مستحثة داخليًا بالخلايا، وهي فريدة من نوعها لتقنية الاجتثاث هذه.
يجب الإشارة إلى أنه على الرغم من أن طريقة الاستئصال معروفة عمومًا على أنها موت خلوي مبرمج، يبدو أن بعض النتائج تتعارض مع الموت الخلوي المبرمج تمامًا، ما يجعل العملية الدقيقة التي تتسبب بها تقنية التثقيب الكهربائي غير العكوس في موت الخلايا غير واضحة. على أي حال، تتفق جميع الدراسات على أن موت الخلايا ناتج عن موت الخلايا على مدى فترة زمنية متفاوتة من ساعات إلى أيام ولا تعتمد على التسخين الشديد المحلي وانصهار الأنسجة عن طريق الترسيب عالي الطاقة مثل معظم تقنيات الاستئصال.
عندما يطبق مجال كهربائي يزيد عن 0.5 فولت/نانومتر على إمكانات الغشاء العابر للراحة، يُقترح أن يدخل الماء إلى الخلية أثناء هذا الانهيار العازل. تتشكل المسام المحبة للماء. توضح محاكاة الديناميكيات الجزيئية تشكيل المسام المقترح في خطوتين:
1.     بعد تطبيق مجال كهربائي، تصطف جزيئات الماء في ملف واحد وتخترق المركز الطارد للماء للغشاء الدهني ثنائي الطبقة.
2.     تستمر قنوات الماء هذه في النمو من حيث الطول والقطر وتتوسع إلى مسام مملوءة بالماء، وعند هذه النقطة تثبت بواسطة مجموعات رؤوس الدهون التي تنتقل من واجهة الغشاء والمياه إلى منتصف الطبقة الثنائية.
يُقترح أنه مع زيادة المجال الكهربائي المطبق، كلما زاد اضطراب مجموعات رأس الفسفوليبيد، ما يؤدي بدوره إلى زيادة عدد المسام المملوءة بالماء. يمكن أن تحدث هذه العملية بأكملها في غضون بضع نانو ثانية. من المحتمل أن يكون متوسط أحجام المسام النانوية خاصًا بنوع الخلية. في كبد الخنازير، يبلغ متوسطها حوالي 340-360 نانومتر، كما وجد باستخدام SEM.
وصف النمط الثانوي الموصوف لموت الخلية بأنه ناتج عن انهيار الغشاء بسبب النقل عبر الغشاء للكهارل والأدينوزين ثلاثي الفوسفات. كما تبين أن التأثيرات الأخرى مثل الحرارة أو التحليل الكهربائي تلعب دورًا في بروتوكولات نبض IRE المطبقة إكلينيكيًا حاليًا.

## المزايا والعيوب المحتملة

### مزايا التثقيب الكهربائي غير العكوس
1.     انتقائية الأنسجة - الحفاظ على الهياكل الحيوية في مجال العلاج. قدرتها على الحفاظ على الهياكل الحيوية داخل منطقة الاستئصال. في جميع أنسجة الكبد المستخدم بها تقنية التثقيب الكهربائي غير العكوس، جرى الحفاظ على الهياكل الحيوية، مثل الشرايين الكبدية والأوردة الكبدية والأوردة البابية والقنوات الصفراوية داخل الكبد. في التثقيب الكهربائي غير العكوس يتم التحضير لموت الخلايا عن طريق الموت الخلوي المبرمج. لا تتأثر الهياكل التي تتكون أساسًا من البروتينات مثل الهياكل الوعائية المرنة والكولاجينية، وكذلك بروتينات المصفوفة شبه الخلوية بالتيارات. يحافظ على الهياكل الحيوية والسقالات (مثل الأوعية الدموية الكبيرة أو مجرى البول أو القنوات الصفراوية داخل الكبد). تحمي طبقة المايلين العازلة كهربائيًا، والألياف العصبية المحيطة، والحزم العصبية من تأثيرات التثقيب الكهربائي غير العكوس إلى درجة معينة. حتى النقطة التي تبقى فيها الأعصاب غير متأثرة أو يمكن أن تتجدد ليست مفهومة تمامًا.
2.     هوامش منطقة الاجتثاث الحادة - من المقبول أن تكون المنطقة الانتقالية بين المنطقة المطلية بالكهرباء القابلة للعكس والمنطقة المستأصلة بالتثقيب الكهربائي غير الردود مجرد طبقات قليلة من الخلايا. في حين أن المناطق الانتقالية مثلما هو الحال في تقنيات الاجتثاث الحراري أو الإشعاعي غير موجودة. علاوة على ذلك، فإن غياب تأثير المشتت الحراري، والذي يعد سببًا للعديد من المشكلات وفشل المعالجة، مفيد ويزيد من إمكانية التنبؤ بمجال المعالجة. هندسيًا، تمكن مجالات المعالجة المعقدة إلى حد ما من خلال مفهوم متعدد الأقطاب.
3.     عدم وجود نخر مستحث حراريًا - تمنع أطوال النبضة القصيرة بالنسبة إلى الوقت بين النبضات تسخين الجول للأنسجة. ومن ثم -حسب التصميم- لا يُتوقع حدوث تلف للخلايا الميتة (باستثناء ربما بالقرب من الإبرة). لذلك، ليس لللتثقيب الكهربائي غير العكوس أي من الآثار الجانبية قصيرة وطويلة المدى المرتبطة بالنخر.
4.     وقت قصير للعلاج - تستغرق المعالجة النموذجية أقل من 5 دقائق. لا يشمل ذلك وضع القطب المعقد الذي قد يتطلب استخدام العديد من الأقطاب الكهربائية وإعادة موضع الأقطاب أثناء الإجراء.
5.     المراقبة في الوقت الحقيقي - يمكن تصور حجم العلاج إلى حد ما، أثناء العلاج وبعده. طرق التخيل الممكنة هي الموجات فوق الصوتية، والتصوير بالرنين المغناطيسي، والتصوير المقطعي المحوسب.
6.     الاستجابة المناعية - يبدو أن التثقيب الكهربائي غير العكوس يثير استجابة مناعية أقوى من طرق الاستئصال الأخرى والتي تتم دراستها حاليًا للاستخدام مع مناهج العلاج المناعي للسرطان.

### عيوب التثقيب الكهربائي غير العكوس
1.     تقلصات العضلات القوية - تسبب المجالات الكهربائية القوية الناتجة عن التثقيب الكهربائي غير العكوس، بسبب التحفيز المباشر للموصل العصبي العضلي، تقلصات عضلية قوية تتطلب تخديرًا خاصًا وشللًا كليًا في الجسم.
2.     الاستئصال غير الكامل داخل الأورام المستهدفة - كانت العتبة الأصلية للتثقيب الكهربائي غير العكوس للخلايا حوالي 600 فولت / سم مع 8 نبضات، ومدة نبضة تبلغ 100 ميكرو ثانية وتردد 10 هرتز. تشين وآخرون. اكتشف لاحقًا أنه حتى عند 1300 فولت/سم مع 99 نبضة، ومدة النبض 100 ميكرو ثانية و10 هرتز، ما تزال هناك جزر من الخلايا السرطانية القابلة للحياة داخل مناطق الاستئصال. يشير هذا إلى أن أنسجة الورم قد تستجيب بشكل مختلف للتثقيب الكهربائي غير العكوس بشكل أكبر عن النسج البرانشيمية الصحية. تعتمد آلية موت الخلايا بعد التثقيب الكهربائي غير العكوس على موت الخلايا المبرمج الخلوي، والذي ينتج عن تكوين المسام في الغشاء الخلوي. قد تتطلب الخلايا السرطانية، المعروفة بمقاومتها لمسارات موت الخلايا المبرمج، عتبات أعلى من الطاقة لتتم معالجتها بشكل مناسب. ومع ذلك، فإن معدل التكرار الموجود في الدراسات السريرية يشير إلى معدل تكرار منخفض نسبيًا وغالبًا ما يكون أفضل من البقاء على قيد الحياة عند مقارنته بطرق الاجتثاث الأخرى.
3.     البيئة المحلية - تتأثر المجالات الكهربائية للتثقيب الكهربائي غير العكوس بشدة بموصلية البيئة المحلية. يمكن أن يؤدي وجود المعدن، على سبيل المثال مع الدعامات الصفراوية، إلى تباينات في ترسب الطاقة. أعضاء مختلفة -مثل الكلى- تخضع أيضًا لمناطق استئصال غير منتظمة، بسبب زيادة إطراح البول.